# Zethus haemorrhoidalis
Zethus haemorrhoidalis är en stekelart som först beskrevs av Joseph Kriechbaumer 1900.  Zethus haemorrhoidalis ingår i släktet Zethus och familjen Eumenidae. Inga underarter finns listade i Catalogue of Life.